# Zbójnickie Wrótka
Zbójnickie Wrótka (słow. Zbojnícke vrátka) – niewybitna przełęcz w głównej grani Tatr w słowackich Tatrach Wysokich, położona w obrębie grupy Zbójnickich Turni. Oddziela od siebie Zbójnickiego Kopiniaka na południowym zachodzie i Małą Zbójnicką Turnię na północnym wschodzie. Północno-zachodnie stoki opadają z przełęczy do Doliny Zadniej Jaworowej, zaś południowo-wschodnie na Strzeleckie Pola w Dolinie Staroleśnej.
Najłatwiejsza droga na przełęcz prowadzi od Białej Ławki. Wiedzie przez nią najkrótsze połączenie Białej Ławki i Zbójnickiej Ławki. Pierwszego wejścia turystycznego na Zbójnickie Wrótka dokonano 22 sierpnia 1908 roku, a autorami jego byli Mieczysław Świerz i Tadeusz Świerz.

## Przypisy

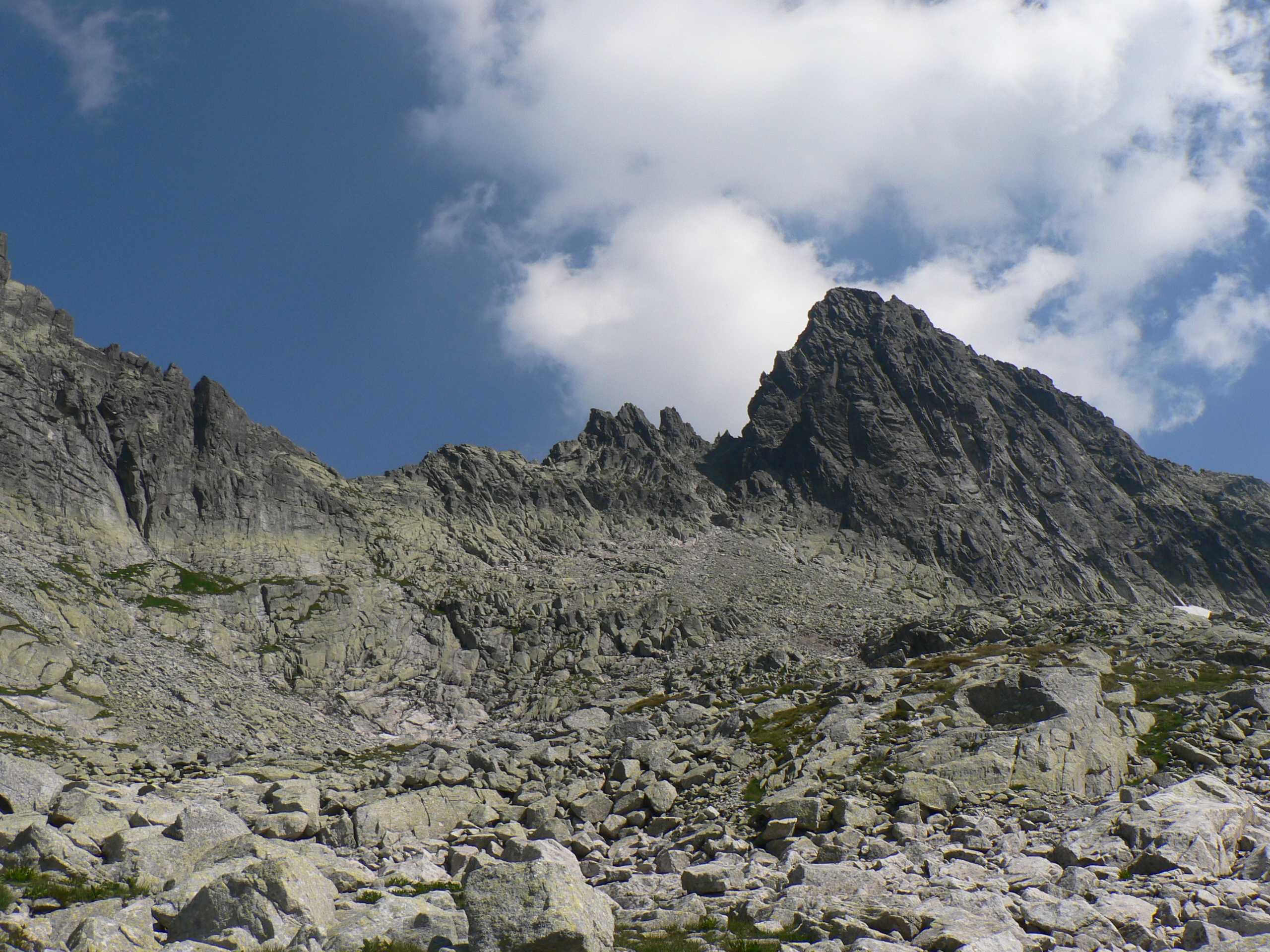
Biała Ławka, Zbójnicki Kopiniak, Zbójnickie Wrótka, Zbójnickie Turnie, Zbójnicka Ławka i Mały Lodowy Szczyt